# Challenger de Oberstaufen
El Oberstaufen Cup es un torneo de tenis celebrado en Oberstaufen, Alemania desde 2013. El evento forma parte del ATP Challenger Tour y se juega en canchas de polvo de ladrillo.

## Finales anteriores

### Individuales
| Año  | Campeón                  | Finalista            | Resultado        |
| ---- | ------------------------ | -------------------- | ---------------- |
| 2014 | Simone Bolelli           | Michael Berrer       | 6-4, 7-62        |
| 2013 | Guillaume Rufin          | Peter Gojowczyk      | 6-3, 6-4         |
| 2012 | Dominik Meffert          | Nils Langer          | 6-4, 6-3         |
| 2011 | Daniel Brands            | Andreas Beck         | 6-4, 7-63        |
| 2010 | Martin Fischer           | Cedrik-Marcel Stebe  | 6-3, 6-4         |
| 2009 | Robin Vik                | Jan Minář            | 6-1, 6-2         |
| 2008 | Łukasz Kubot             | Juan Pablo Brzezicki | 6–3, 6–4         |
| 2007 | Gabriel Trujillo-Soler   | Philipp Petzschner   | 6–4, 6–4         |
| 2006 | Michal Tabara            | Ernests Gulbis       | 7–6(5), 6–3      |
| 2005 | Simon Greul              | Albert Portas        | 7–5, 6–2         |
| 2004 | Dieter Kindlmann         | Jean-René Lisnard    | 6–7(6), 6–2, 6–4 |
| 2003 | Martín Vassallo Argüello | Andreas Seppi        | 6–1, 6–4         |
| 2002 | Nicolas Thomann          | Tomáš Zíb            | 7–6(6), 6–4      |
| 2001 | Oliver Gross             | Oliver Marach        | 6–0, 6–1         |
| 2000 | Clemens Trimmel          | Radomír Vašek        | 6–4, 6–1         |
| 1999 | Alexander Popp           | Francisco Costa      | 7–6, 6–3         |
| 1998 | Wolfgang Schranz         | Rogier Wassen        | 6–4, 6–2         |
| 1997 | Davide Sanguinetti       | Andrea Gaudenzi      | 4–6, 7–6, 6–3    |
| 1996 | Jens Knippschild         | Gabriel Silberstein  | 6–3, 5–7, 7–6    |
| 1995 | Carlos Moyá              | Jiří Novák           | 6–3, 6–4         |
| 1994 | Bohdan Ulihrach          | Hicham Arazi         | 6–2, 6–0         |
| 1993 | Milen Velev              | Sláva Doseděl        | 6–3, 7–6         |
| 1992 | Massimo Valeri           | Martin Sinner        | 6–3, 6–3         |

### Dobles
| Año  | Campeón                                   | Finalista                                | Resultado          |
| ---- | ----------------------------------------- | ---------------------------------------- | ------------------ |
| 2014 | Wesley Koolhof Alessandro Motti           | Radu Albot Mateusz Kowalczyk             | 7-67, 6-3          |
| 2013 | Dominik Meffert Philipp Oswald (2)        | Stephan Fransen Artem Sitak              | 6-1 3-6 14-12      |
| 2012 | Andrei Dăescu Florin Mergea               | Andrey Kuznetsov Jose Rubin Statham      | 7–6(4), 7–6(1)     |
| 2011 | Martin Fischer Philipp Oswald (1)         | Tomasz Bednarek Mateusz Kowalczyk        | 7–6(1), 6–3        |
| 2010 | Frank Moser Lukáš Rosol                   | Hans Podlipnik-Castillo Max Raditschnigg | 6–0, 7–5           |
| 2009 | Dieter Kindlmann Marcel Zimmermann        | Michael Berrer Philipp Oswald            | 6–4, 2–6, 10–4     |
| 2008 | Dušan Karol Jaroslav Pospíšil             | André Ghem Boy Westerhof                 | 6–7(2), 6–1, 10–6, |
| 2007 | Filip Polášek Igor Zelenay                | Peter Gojowczyk Marc Sieber              | 7–5, 7–5           |
| 2006 | Ernests Gulbis Mischa Zverev              | Teodor-Dacian Crăciun Gabriel Moraru     | 6–1, 6–1           |
| 2005 | Oliver Marach Jean-Claude Scherrer        | Werner Eschauer Christopher Kas          | 7–5, 6–3           |
| 2004 | Vadim Davletshin Alexandre Kudryavtsev    | Valentino Pest Alexander Waske           | 4–6, 6–3, 7–6(4)   |
| 2003 | Kornél Bardóczky Gergely Kisgyörgy        | Ignacio Gonzalez-King Ricardo Schlachter | 4–6, 7–6(4), 6–2   |
| 2002 | Jaime Fillol Ricardo Schlachter           | Patricio Arquez Sergio Roitman           | 6–2, 6–4           |
| 2001 | Karol Beck Branislav Sekáč                | Thomas Strengberger Clemens Trimmel      | 2–6, 6–1, 6–0      |
| 2000 | Hugo Armando Alexandre Simoni             | Tomas Behrend Karsten Braasch            | 6–4, 6–3           |
| 1999 | Edwin Kempes Petr Luxa                    | Karsten Braasch Jens Knippschild         | 7–5, 6–4           |
| 1998 | Nuno Marques Rogier Wassen                | Omar Camporese Dušan Vemić               | 7–6, 7–6           |
| 1997 | Juan-Ignacio Carrasco Jordi Mas-Rodriguez | Georg Blumauer Andrea Gaudenzi           | 6–2, 7–6           |
| 1996 | Karsten Braasch Jens Knippschild          | Maxime Huard Guillaume Marx              | 6–2, 6–4           |
| 1995 | Tomáš Krupa Jiří Novák                    | Lorenzo Manta Patrick Mohr               | 4–6, 6–4, 6–3      |
| 1994 | Joshua Eagle Kirk Haygarth                | Álex López Morón Massimo Valeri          | 6–3, 6–2           |
| 1993 | Sláva Doseděl Radomír Vašek               | Christian Geyer Mathias Huning           | 6–2, 6–2           |
| 1992 | Johan Anderson Lars-Anders Wahlgren       | Filip Dewulf Tom Vanhoudt                | 2–6, 7–6, 6–4      |